# Llibre Vermell de Montserrat

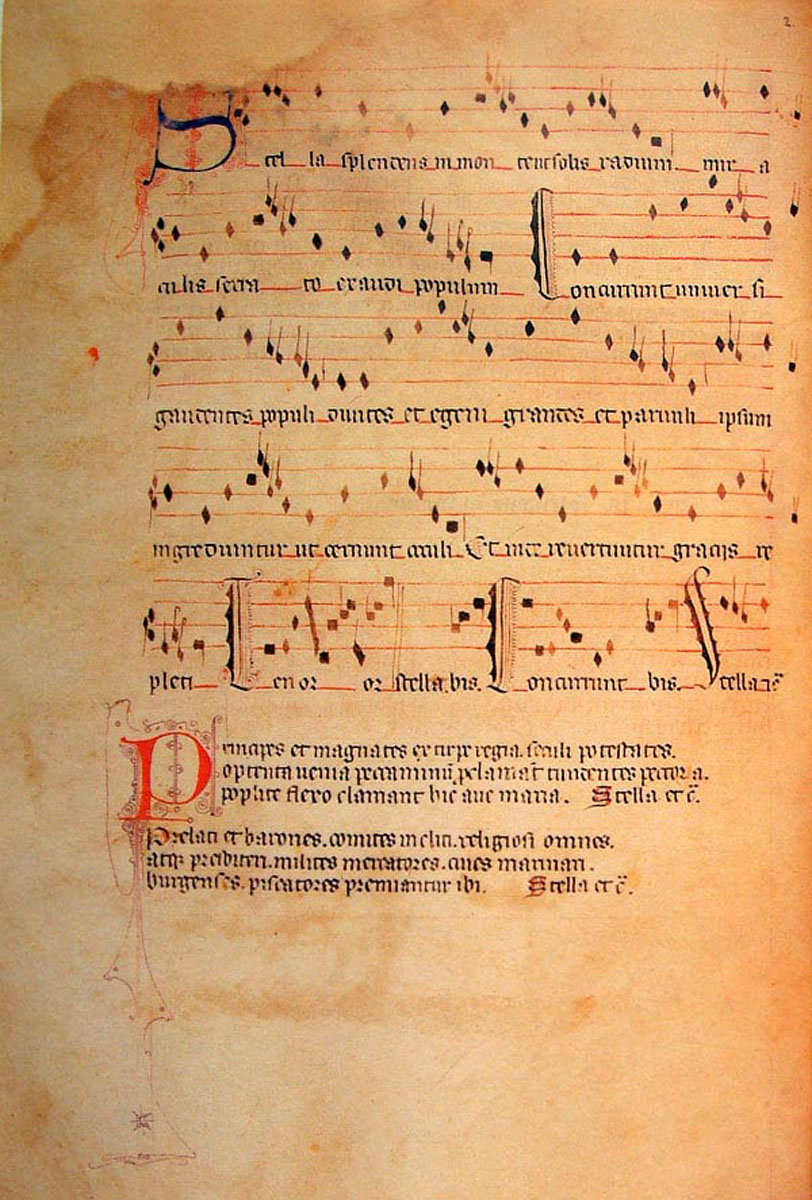
Eine Seite aus dem Llibre Vermell

Der Llibre Vermell de Montserrat (Katalanisch für „Rotes Buch von Montserrat“) ist eine Sammlung spätmittelalterlicher Lieder und liturgischer Texte. Das Manuskript aus dem 14. Jahrhundert wird bis heute im Kloster Montserrat bei Barcelona in Katalonien aufbewahrt.

## Handschrift
Das Manuskript entstand um das Jahr 1399 und enthielt ursprünglich 172 Blätter (folia), von denen 36 im Laufe der Jahrhunderte verloren gingen oder zerstört wurden. Von den 137 erhaltenen folia enthalten 12 Lieder und Noten (fol. 21v bis 27r). Der heutige Titel der Handschrift bezieht sich auf den roten Einband, in welchen die Seiten im 19. Jahrhundert gebunden wurden.

## Hintergrund
Das Benediktinerkloster auf dem Montserrat war um die Zeit der Entstehung der Handschrift ein wichtiger Wallfahrtsort der Marienverehrung. Der Llibre Vermell enthält Lieder und Gedichte, die der Marienfrömmigkeit dienten. Er enthält beispielsweise das erste Beispiel für die bis in die Gegenwart überlieferten goigs (volkstümliche Gedichte über die Sieben Freuden Marias), Los set gotxs recomptarem.

## Liedersammlung
Die Lieder haben überwiegend lateinische, teils auch katalanische oder okzitanische Texte. Den Zweck der enthaltenen Liedersammlung bezeichnet der anonyme Redakteur wie folgt (fol. 22):
| Quia interdum peregrini quando vigilant in ecclesia Beate Marie de Monte Serrato volunt cantare et trepudiare, et etiam in platea de die, et ibi non debeant nisi honestas ac devotas cantilenas cantare, idcirco superius et inferius alique sunt scripte. Et de hoc uti debent honeste et parce, ne perturbent perseverantes in orationibus et devotis contemplationibus … | Da die Pilger, die in der Kirche der heiligen Maria in Montserrat Nachtwache halten, bisweilen singen und tanzen wollen, und auch tagsüber auf dem Kirchplatz, und dort nichts außer sittlichen und andächtigen Liedern singen dürfen, sind deshalb einige oberhalb und unterhalb niedergeschrieben. Und diese sollten anständig und spärlich verwendet werden, damit die in Gebeten und andächtigen Kontemplationen Verharrenden nicht gestört werden… |

Da es in Montserrat keine Übernachtungsmöglichkeiten gab, mussten die Pilger die Nacht in der Kirche verbringen. Sie verwandelten so den liturgischen Raum in eine Pilgerherberge. Die Lieder des Llibre Vermell waren dafür gedacht, die traditionellen säkularen Lieder und Tänze der feiernden Pilger während der Andacht zu ersetzen. Um dies zu erreichen, sind die Lieder teils volkstümlichen Klanges. Wahrscheinlich wurden hierzu die Melodien traditioneller Lieder genutzt, deren säkulare Texte durch religiöse ersetzt wurden.
Obwohl die Texte erst Ende des 14. Jahrhunderts niedergeschrieben wurden, ist aufgrund des Stiles davon auszugehen, dass die Lieder älter sind. Die Motette Imperayritz de la ciutat joyosa hat zwei verschiedene Texte, welche gleichzeitig gesungen werden können. Dieser Stil war bei der Zusammenstellung der Liedersammlung nicht mehr gebräuchlich.

## Erhaltene Lieder
Es sind insgesamt zehn Lieder erhalten geblieben: drei Kanons oder caças, zwei mehrstimmige Lieder und fünf Tänze
- fol. 21v-22r: O virgo splendens „Oh leuchtende Jungfrau“ (zwei- bis dreistimmiger Kanon)
- fol. 22r: Stella splendens „Glänzender Stern“ (Rundtanz/Virelai, zweistimmig)
- fol. 23r: Laudemus Virginem „Wir lobpreisen die Jungfrau“ (zwei- bis dreistimmiger Kanon)
- fol. 23r: Splendens ceptigera „Strahlende Herrscherin“ (zwei- bis dreistimmiger Kanon)
- fol. 23v: Los set gotxs recomptarem „Die sieben Freuden berichten“ (Rundtanz/Ballade)
- fol. 24v: Polorum Regina „Königin der Himmel“ (Rundtanz/Virelai)
- fol. 24: Cuncti simus concanentes „Lasst uns zusammen singen“ (Rundtanz/Virelai)
- fol. 25r: Mariam, matrem virginem, attolite „Preiset Maria, die Jungfrau und Mutter“ (mehrstimmig/Virelai)
- fol. 25v: Imperayritz de la ciutat joyosa / Verges ses par misericordiosa „Kaiserin der freudigen Stadt / Jungfrau aus Barmherzigkeit“ (Motette/mehrstimmig)
- fol. 26v: Ad mortem festinamus „Wir eilen dem Tod entgegen“ (Tanz/Virelai)